# Wybuch pyłu węglowego
Wybuch pyłu węglowego – egzotermiczna reakcja chemiczna, przebiegająca w bardzo krótkim czasie, powodująca powstanie znacznej ilości gazów w wyniku czego następuje gwałtowny wzrost ciśnienia, który w postaci fali podmuchu rozprzestrzenia się od miejsca zainicjowania wybuchu.
Warunki konieczne do zaistnienia wybuchu pyłu węglowego:
1. pył węglowy – obecność niebezpiecznego pyłu węglowego o odpowiednim stężeniu. Niebezpieczny, tzn. pochodzący z pokładu zagrożonego wybuchem pyłu węglowego. Wszystkie aktualnie eksploatowane w Polsce pokłady węgla zawierają ponad 10% części lotnych w bezwodnej i bezpopiołowej substancji węglowej. Nagromadzenie pyłu węglowego musi być takie, aby powstała mieszanina tego pyłu z powietrzem o stężeniu minimalnym 50 (30 według ang. opracowań[jakich?]) g/m³ powietrza. Optymalnym stężeniem dla zaistnienia wybuchu jest 300 g/m³ – 500 g/m³
2. czynnik aerodynamiczny – przyczyna umożliwiająca wzbicie w powietrze pyłu osadzonego na spągu, ociosach, obudowie, urządzeniach i utworzenie mieszaniny z powietrzem. Przyczyną tą może być: wybuch metanu, tąpnięcie, roboty strzałowe, wybuch gazów pożarowych.
3. czynnik termiczny – inicjator (źródło zapłonu) wytworzonej mieszaniny o odpowiedniej temperaturze 550–1400 °C. Najczęstsze źródła zapłonu to: zapalony metan, roboty strzałowe, otwarty ogień lub urządzenia elektryczne.

W przypadku mieszaniny pyłu węglowego z metanem, zagrożenie jest trzykrotnie wyższe.

## Wybuch pyłu węglowego w przemyśle poza kopalnianym
Choć wybuch pyłu węglowego kojarzony jest głównie z kopalniami, to stanowi on równie poważne zagrożenie w każdym zakładzie przemysłowym, który zajmuje się przetwarzaniem i wykorzystywaniem węgla. Bardzo dobrze ten fakt odzwierciedla przykład gospodarki Chin, która wciąż jest oparta na przemyśle wykorzystującym węgiel. Według przeprowadzonych statystyk, aż 35% wybuchów pyłów w chińskim przemyśle jest związanych z pyłem węglowym. Zagrożenie wybuchem pyłu węglowego występuje nie tylko w przemyśle energetycznym opartym na węglu (jak np. wybuch w Elektrowni Pątnów 26.08.2016r.), ale również np. w branży cementowej, gdzie mogą występować instalacje magazynowania i podawania węgla do palników pieca wykorzystywanego przy produkcji.